# CATCH THE RAINBOW
「CATCH THE RAINBOW」（キャッチ・ザ・レインボー）は、MISIAの21枚目のシングル。配信限定シングルは2008年8月30日、CDは2008年12月17日発売。発売元はBMG JAPAN。

## 解説
配信限定シングルは日本をはじめ、台湾、シンガポール、中国、韓国、香港、マレーシア、タイのアジア各国一斉で配信リリースされた。
CDは初回生産限定盤（1,890円）と通常盤（1,260円）の2種類でリリースされた。初回生産限定盤はSHM-CD+DVDの2枚組で、ホログラム・スリーブケース仕様。SHM-CDの発売は国内アーティストとしては史上初。通常盤はSHM-CDでなく、通常のCDのみである。
「CATCH THE RAINBOW」は、アジアツアー「OCN Presents THE TOUR OF MISIA DISCOTHEQUE ASIA」のテーマソング。キャッチコピーは『DIGITAL DISCOTHEQUE SOUND』。
7thアルバム『ASCENSION』、15thシングル「LUV PARADE/Color of Life」、ライブDVD「星空のライヴIII 〜Music is a joy forever〜」の再発盤と同時発売。
「CATCH THE RAINBOW」、カップリングの「JOYFUL MOMENT」はともにオリジナル・アルバム未収録。2013年リリースのベスト・アルバム『MISIA Super Best Records -15th Celebration-』には再録・リレコーディングがなされた「CATCH THE RAINBOW (15th ver.)」が収録されている。

## 収録曲

### CD
（全作詞：MISIA）
1. CATCH THE RAINBOW
作曲・編曲：SAKOSHIN
「OCN Presents THE TOUR OF MISIA DISCOTHEQUE ASIA」テーマソング
2. JOYFUL MOMENT
作曲：五味一彦、Shusui / 編曲：五味一彦
3. CATCH THE RAINBOW (SAKOSHIN 808 MIX)
作曲・リミックス：SAKOSHIN
4. CATCH THE RAINBOW (MEGA RAIDERS ELECTRO MIX)
作曲：SAKOSHIN / リミックス：MEGA RAIDERS
5. CATCH THE RAINBOW (MEGA RAIDERS FLOOR MIX)
作曲：SAKOSHIN / リミックス：MEGA RAIDERS
6. CATCH THE RAINBOW (THE LOWBROWS "TURN UP THE BASS" REMIX)
作曲：SAKOSHIN / リミックス：THE LOWBROWS
7. CATCH THE RAINBOW (THE LOWBROWS "TURN UP THE BASS" DUB)
作曲：SAKOSHIN / リミックス：THE LOWBROWS
8. CATCH THE RAINBOW (GOMI'S OLD SCHOOL REMIX)
作曲：SAKOSHIN / リミックス：Gomi

### DVD
1. THE TRAILER MOVIE -THE TOUR OF MISIA DISCOTHEQUE ASIA-
台北、シンガポール、ソウル、香港、上海公演のダイジェスト映像。
2. CATCH THE RAINBOW (Video Clip)
3. TRIBE RADIO SHOW
7歳のMISIAをゲストに迎えたラジオショー。
4. DANCER'S EYE
アジア公演でダンサーの視点から収録。
5. MISIA'S EYE
CHILD AFRICAより。